# Last Child
Last Child – indonezyjski zespół muzyczny z Dżakarty. Został założony w 2006 roku. 
W pierwotnym składzie grupy znaleźli się: Virgoun Teguh – wokal, gitara, Dimas Rangga – bas, Ary Ceper – perkusja. 
W 2007 r. wydali swój pierwszy album pt. Grow Up, który nie zdobył większej popularności. Szerszą rozpoznawalność przyniósł im dopiero album Everything We Are Everything z 2009 r., wydany nakładem wytwórni Fake Records. Grupa przebiła się za sprawą utworu „Diary Depresiku”, opowiadającym o dziecku rozdartym emocjonalnie po rozwodzie rodziców. Po sukcesie tej piosenki podpisali kontrakt z wydawnictwem muzycznym dr.m. 
Na albumie Our Biggest Thing Ever z 2012 r. znalazł się utwór „Seluruh Nafas Ini” z gościnnym udziałem Gisel, finalistki programu Indonesian Idol. 

## Dyskografia
Źródło:
Albumy
- 2007: Grow Up
- 2009: Everything We Are Everything
- 2012: Our Biggest Thing Ever